# Johann Samuel König

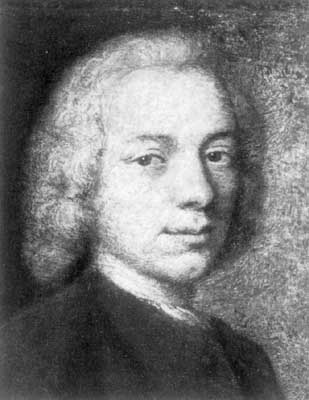
Johann Samuel König

Johann Samuel König, genannt Samuel König, (* 31. Juli 1712 in Büdingen; † 21. August 1757 in Zuilenstein bei Amerongen) war ein deutscher Mathematiker.

## Leben

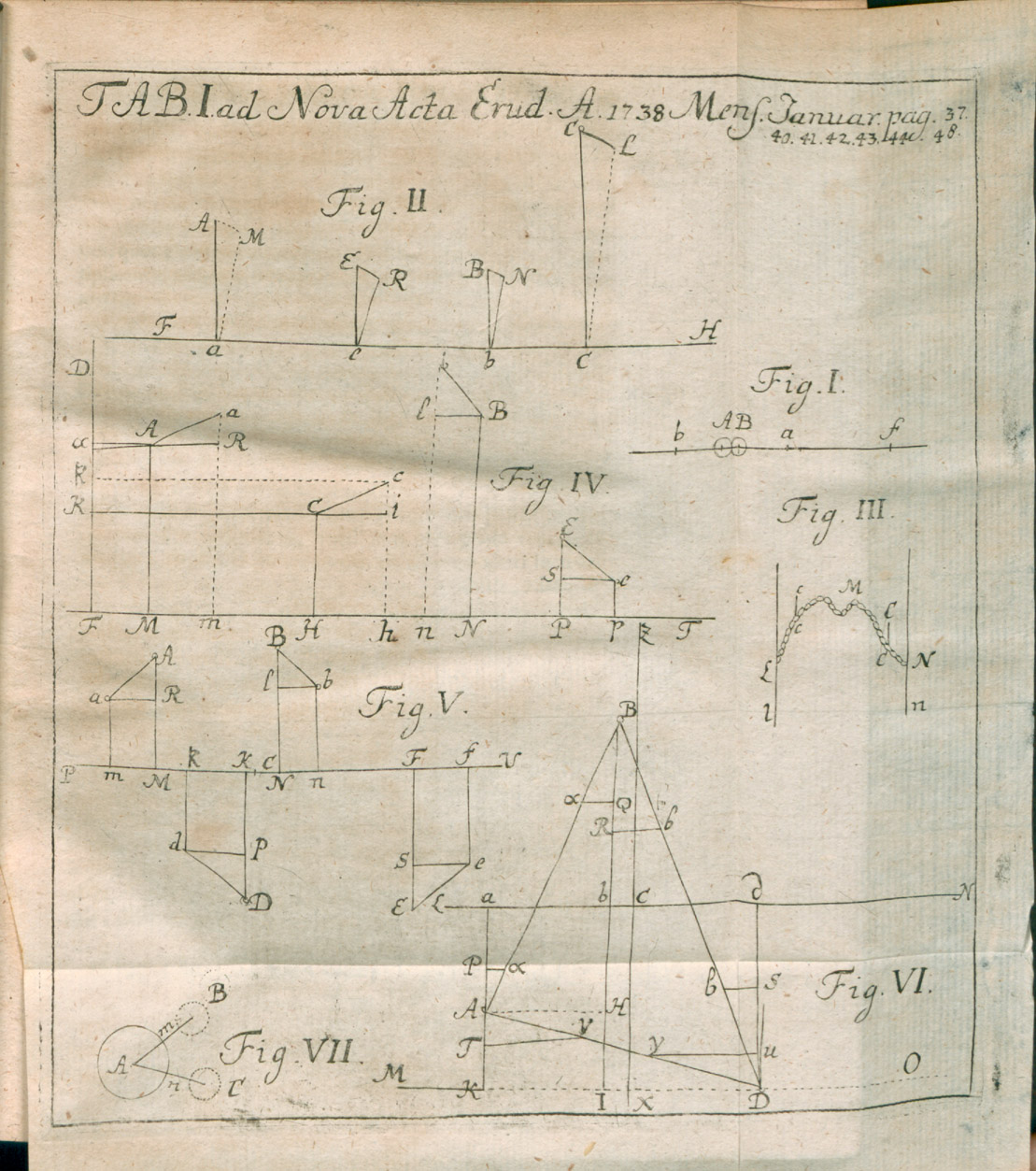
Illustration von Königs De centro inertiae... (Acta Eruditorum, 1738)

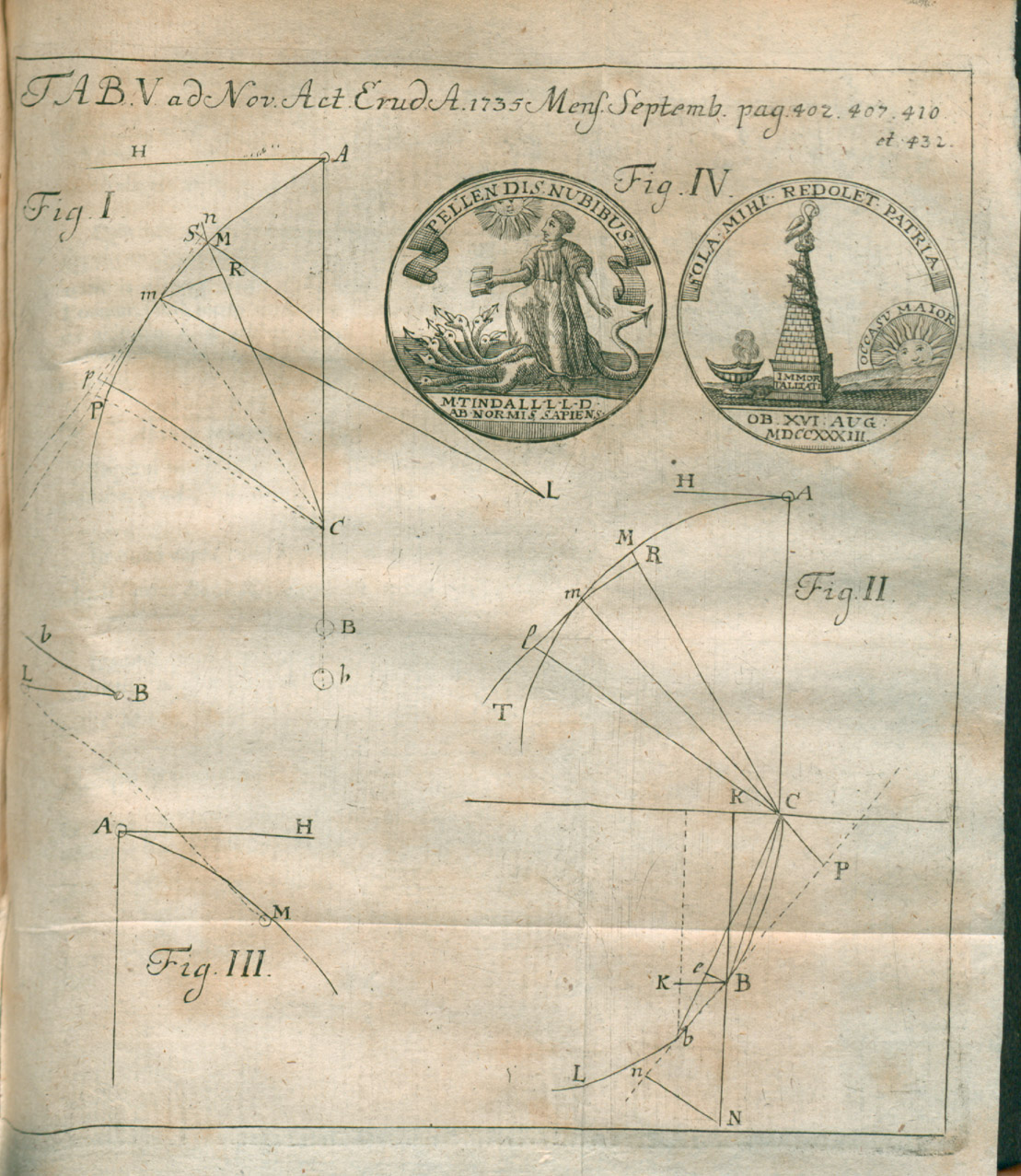
Illustration von Königs De nova quadam facili delineatu trajectoria. (Acta Eruditorum, 1735)

Johann Samuel König war der Sohn des aus Bern stammenden, fürstlich-ysenburgischen Inspektors und späteren Professors für Orientalistik in Bern Samuel Heinrich König und der Anna Maria Nöthiger. Er studierte ab 1729 an der Akademie in Lausanne und ab 1730 Mathematik und die Gravitationstheorie Newtons (dargelegt in dessen Hauptwerk Principia) bei Johann I Bernoulli in Basel sowie später dessen Sohn Daniel Bernoulli. Seine Mitstudenten waren dabei Maupertuis und Alexis-Claude Clairaut. Außerdem studierte er die Philosophie von Leibniz, deren Anhänger er wurde, bei Jakob Hermann. Ab 1735 setzte er sein Studium bei dem Leibniz-Anhänger Christian Wolff in Marburg fort. Ab 1737 wohnte er in Bern, wo er einer Karriere als Jurist nachgehen wollte. 1738 ging er nach Paris, wo Maupertuis ihn Voltaire und der Marquise du Châtelet vorstellte. 1740 wurde er Korrespondierendes Mitglied der Pariser Akademie der Wissenschaften aufgrund einer Arbeit über die Form von Bienenwaben. 1741 wurde er Privatlehrer der Marquise du Châtelet in Mathematik und (Leibnizscher) Philosophie. Er trennte sich von ihr in einem Streit um seine Bezahlung, blieb zunächst noch in Paris, bevor er nach Bern zurückkehrte. 1744 wurde er für zehn Jahre aus Bern verbannt, da er eine liberale politische Petition unterzeichnet hatte. Einen Ruf nach Russland schlug er 1745 aus und wurde stattdessen Professor für Philosophie und ab 1747 für Mathematik an der Universität Frjentsjer. Außerdem wurde er 1748 Rat und Bibliothekar des Erbstatthalters der Niederlande Wilhelm von Oranien und 1749 Professor an der Kriegsakademie in Den Haag. 1749 wurde er auf Vermittlung von Maupertuis in die Berliner Akademie aufgenommen. Er starb an Herzversagen („Wassersucht“).
König galt als sehr streitbar. Durch eine Arbeit über das Prinzip der kleinsten Wirkung löste er 1751 einen erbitterten Prioritätsstreit aus. Dieses von Leonhard Euler und Pierre Louis Moreau de Maupertuis beanspruchte Prinzip sei (so König) bereits 1707 von Gottfried Wilhelm Leibniz in einem Brief an Jakob Hermann erwähnt worden. Auf Nachfrage konnte er das Original aber nicht vorlegen. Euler und Maupertuis warfen König vor, den angeführten, nur in einer Abschrift erhaltenen Brief gefälscht zu haben. Diese schon damals äußerst fragwürdige Anschuldigung wurde durch Gerhardt (1898) und Kabitz (1913) widerlegt. Es ist allerdings zweifelhaft, inwieweit das fragliche Leibniz-Zitat tatsächlich das Prinzip der kleinsten Wirkung vorwegnimmt. Die Auseinandersetzung zog weite Kreise in der damaligen Geisteswelt. Nach einem Jugement der von Maupertuis geleiteten Berliner Akademie gegen König ergriff Voltaire für diesen Partei und verspottete Maupertuis in der Diatribe du Docteur Akakia (1752). Maupertuis, der anfangs König gefördert hatte, ihn der Marquis du Châtelet und Voltaire vorgestellt und im Streit um die Tutorgebühren geschlichtet hatte, war tief verletzt und verließ Berlin. Der Streit, der die Berliner Akademie spaltete, überschattete auch Königs letzte Jahre.
1751 publizierte König den nach ihm benannten Lehrsatz der Klassischen Mechanik (Satz von König).
Er war auch korrespondierendes Mitglied der Akademie der Wissenschaften zu Göttingen.